# إيريك أولسن (رجل أعمال)
اريك اولسن (بالإنجليزية: Eric Olsen)‏ هو مسؤول تنفيذي ورجل أعمال أميركي-فرنسي. رئيس مجلس الإدارة والرئيس التنفيذي لشركة العامة للبناءلافارج هولسيم .

## الحياة الخاصة
ولد اريك اولسن في شيكاغو، إلينوي، الولايات المتحدة الأمريكية.

اولسن تخرج من جامعة ولاية كولورادو. حصل على درجة الماجستير في إدارة الأعمال من كلية الدراسات العليا التجارية في باريس.
أولسن تزوج من امرأة من كيبيك المنطقة الناطقة بالفرنسية في كندا. لديهم طفلين. يقيمون في زيوريخ، سويسرا.

## الحياة المهنية
عمل اولسن خلال حياته المهنية في شركة ديلويت. وكان يعمل لباريبا وترينيتي أسوشيتس.
انضم اولسن إلى شركة لافارج أمريكا الشمالية في عام 1999. أصبح المدير المالي في عام 2004. بعد ثلاث سنوات، أي في عام 2007، تمت ترقيته مديرا للموارد البشرية في شركة لافارج. ساعد اولسن على دمج موظفي مجموعة أوراسكوم، التي حصلت عليها لافارج في عام 2007، وأعاد تنظيم الشركة التابعة في عام 2012. وبحلول عام 2013، أصبح نائب الرئيس التنفيذي للعمليات.
وقد شغل أولسن رئيس مجلس الإدارة والرئيس التنفيذي لشركة لافارج هولسيم منذ 10 يوليو، 2015. أجرى اولسن اندماج شركة لافارج مع هولسيم. وهو مسؤول عن «140,000 موظف وعائدات تقدر بـ30 مليار علامة اليورو».

## تنويه
شغل اولسن سابقا منصب رئيس المدرسة الأمريكية في باريس.
أصبح أولسن مزودج الجنسية  بعد حصوله على الجنسية الفرنسية في عام 2014. هوايته التزحلق على الجليد.